# Anna Rosbach Andersen
Anna Rosbach Andersen (ur. 2 lutego 1947 w Gladsaxe) – duńska polityk, posłanka do Parlamentu Europejskiego VII kadencji.

## Życiorys
Z wykształcenia inżynier. Pracowała m.in. jako dyrygent chóru szkolnego i nauczyciel śpiewu. W 2000 została jednym z koordynatorów frakcji Unii na rzecz Europy Narodów w Europarlamencie. Była też asystentką europosła Mogensa Camre. W 2005 uzyskała mandat radnej regionu stołecznego Hovedstaden.
W wyborach w 2009 jako kandydatka Duńskiej Partii Ludowej została wybrana do Parlamentu Europejskiego. Przystąpiła do nowej grupy pod nazwą Europa Wolności i Demokracji, a także do Komisji Ochrony Środowiska Naturalnego, Zdrowia Publicznego i Bezpieczeństwa Żywności. W 2011 wystąpiła z Duńskiej Partii Ludowej, przechodząc również z frakcji Europa Wolności i Demokracji do frakcji Europejscy Konserwatyści i Reformatorzy.